# جورج أ. ستيوارت
جورج أ. ستيوارت (بالإنجليزية: George A. Stewart)‏ هو مدير فني أمريكي، ولد في 26 سبتمبر 1862 في جنوب بوسطن ‏ في الولايات المتحدة، وتوفي في 21 يونيو 1894 في بوسطن في الولايات المتحدة بسبب حمى التيفوئيد.